# Dionysos tempel på Naxos
Dionysos tempel på Naxos var ett tempel på Naxos i antikens Grekland, tillägnat Dionysos.  Det var vid sidan av Dionysus Lysios tempel i Thebe gudens huvudhelgedom i Grekland. 
Omkring 1300 f.Kr. ska Naxos ha varit föremål för en fruktbarhetskult kring Dionysos. Han blev även öns skyddsgud. Kulten utövades utomhus, men byggnader uppfördes också även om dessa inte behövdes för religionsutövningen.   
Ett första tempel uppfördes 800 f.Kr. Ett andra tempel uppfördes 730 f.Kr., och ett tredje 680 f.Kr. Det fjärde templet är det mest kända. Det började uppföras från 580 f.Kr. och blev aldrig helt slutfört på grund av de stora ambitionerna och fel med grundkonstruktionen som inte visade sig klara de dimensioner man hade planerat för. Under århundradet f. Kr. placerade Marcus Antonius en staty av sig själv avbildad som guden i templet bredvid gudens egen staty. 
Från åtminstone 500-talet fungerade templet som en kyrka, som övergavs under 1100-talet. 